# HIST1H2BB
HIST1H2BB‏ (Histone cluster 1 H2B family member b) هوَ بروتين يُشَفر بواسطة جين HIST1H2BB في الإنسان.